# Hjalmar Ideforss
Hjalmar Emanuel Ideforss, född 30 januari 1891 i Västra Sallerups socken, död 15 februari 1956 i Göteborg, var en svensk gymnasielärare, filolog och kommunalpolitiker.
Ideforss var son till snickarmästaren Johan Jönsson. Efter studentexamen i Lund 1910 blev han student vid universitetet där och avlade en filosofie kandidatexamen 1911 och filosofisk ämbetsexamen 1914. Ideforss hade olika vikariat och extralärartjänster 1915-1917 varpå han 1919-1920 tjänstgjorde som extraordinarie lektor vid folkskoleseminariet i Lund. Han var därefter adjunkt i modersmålet och tyska vid Malmö högre allmänna läroverk för gossar 1920-1929. Ideforss blev filosofie licentiat vid Lunds universitet , docent i svenska språket där 1928 och filosofie doktor samma år. Även senare under sitt liv skrev Ideforss ett flertal arbeten inom språkforskningen. Han har även författat läroböcker i svenska. 1929-1931 var han lektor i modersmålet och tyska vid Göteborgs högre latinläroverk och rektor vid Borås högre allmänna läroverk 1931-1938. Redan under sin tid i Malmö hade Ideforss innehaft kommunala uppdrag, under tiden i Borås var han 1936-1938 ledamot av stadsfullmäktige där. Ideforss var 1937-1938, under 1939 och somrarna 1939-1945 tillförordnat undervisningsråd. Han var 1939-1956 rektor vid Majornas högre allmänna läroverk.